# Kompoundångmaskin

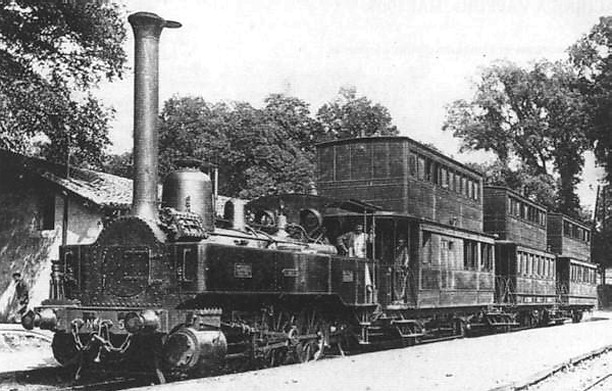
Anatole Mallets första kompoundmaskinlokomotiv 1876

Animation av en förenklad trippelexpansionsmaskin (trefas kompoundångmaskin).
Ånga under högt tryck (rött) leds in från ångpannan och passerar genom cylindrarna och går ut som ånga under lågt tryck (blått) till kondensatorn.

En kompoundångmaskin är en variant av en ångmaskin, i vilken ångan utvidgas i två eller flera faser. I strikt mening står begreppet kompound endast för tvåfas- eller dubbelexpansion, men begreppet används vanligen också för ångmaskiner med expansion i tre eller fyra faser.
I en kompoundångmaskin expanderar ångan först i en eller två cylindrar med högt tryck (högtryckscylindrar), varefter ångan med lägre temperatur och tryck leds till en eller flera cylindrar med större volym (lågtryckscylindrar). Cylindrarna arbetar således i serie, till skillnad från det normala sättet i en enkelfas- eller enkelexpansionsmaskin, där en ångstråles hela expansion sker i en enda cylinder. Fördelen är en bättre bränsleekonomi.
Försök började med kompoundmaskiner för lokomotiv på 1870-talet. Den schweiziska ingenjören Anatole Mallet var en pionjär, som satte in ett tvåcylinders kompoundmaskinlok på sträckan Biarritz-Bayonne 1876. 
För att få balans i kolvarnas kraft på vevaxeln måste volymförhållandet mellan cylindrarna med olika ångtryck bestämmas noggrant. Detta kan göras genom att öka cylinderdiametern eller genom att förlänga slaglängden. Det är ovanligt att kompoundmaskiner med fler än två faser har använts för lokomotiv, medan trippelexpansionsmaskiner var mycket vanliga i ångbåtar kring sekelskiftet mellan 1800- och 1900-talen. I dessa finns en serie cylindrar med steg för steg ökad cylindervolym.

## Olika utföranden
Kompoundmaskiner kom under årens lopp att konstrueras i en mängd olika utföranden:
Två cylindrar:
- Två cylindrar med alternerande högt och lågt tryck.
- En cylinder med högt tryck, en med lågt.

Tre cylindrar:
- Två cylindrar med högt tryck, en med lågt.
- En cylinder med högt tryck, två med lågt.
- En cylinder med högt tryck, en med mellantryck, en med lågt tryck (s.k. trippelexpansionsmaskin).

Fyra cylindrar: 
- En cylinder med högt tryck, en med mellantryck, två med lågt tryck.
- Två cylindrar med högt tryck, två med lågt tryck.

Sex cylindrar:
- Två cylindrar med högt tryck, fyra med lågt tryck.